# Rutefly
Rutefly er den generelle betegnelse for passagerfly i fast rutefart. Et rutefly drives typisk af et flyselskab efter en fast flyveplan, og operatøren kan således ikke altid regne med, at alle sæderne kan blive fyldt, endsige overhovedet have nok rejsende til at gøre turen rentabel. Derfor ligger der et stort arbejde bag, med at finde ruter, der er rentable, estimere hvor ofte den skal beflyves, og hvor store fly, der skal benyttes.
En ruteflyvning over kortere afstand og med mange daglige afgange kaldes også shuttle-flyvning.